# Sons Que Vêm da Serra
Sons que vem da Serra é uma coletânea musical de artistas da Serra Gaúcha, lançada pelo selo Honey Bomb Records em 2019. O projeto foi realizado por meio do edital Natura Musical de 2018, com financiamento da Lei de Incentivo à Cultura Pró-Cultura RS, por meio da Secretaria de Estado da Cultura e do Governo do Rio Grande do Sul.
O objetivo do projeto foi apresentar a pluralidade criativa de artistas e composições que representavam a essência de viver na região serrana do Rio Grande do Sul.
A coletânea foi idealizada por Jonas Bustince, produtor executivo da Honey Bomb.

## Produção
O projeto contou com uma etapa seletiva de fonogramas, recebidos via edital, entre os dias 3 de maio e 2 de junho de 2019. Os dez projetos selecionados foram divulgados em junho de 2019. Dentre eles, foram comtemplados artistas de Caxias do Sul, Gramado, São Marcos e Bento Gonçalves.
O processo de gravação das músicas se deu entre junho e agosto de 2019, no estúdio Noise Produtora, em Caxias do Sul. A produção musical ficou por conta de Francisco Maffei e a engenharia de Som foi assinada por Carlos Balbinot e Fabrício Zanco.
Todas as dez faixas ganharam videoclipes exclusivos dirigidos pelo cineasta Breno Dallas.

## Lançamento
A coletânea foi lançada em um evento realizado no Teatro do Sesc, em Caxias do Sul, na noite do dia 14 de novembro de 2019. Na data houve a exibição dos videoclipes, além de performances musicais dos artistas participantes do projeto.
Os videoclipes foram também disponibilizados através do canal do YouTube da Honey Bomb entre 18 de outubro e 16 de novembro de 2019. Já o álbum completo foi lançado oficialmente nas plataformas de streaming em 22 de novembro daquele mesmo ano.
Em 29 de fevereiro de 2020, a coletânea teve seu lançamento em formato físico, acompanhada de uma revista com textos explicativos sobre a curadoria do projeto e informações sobre os artistas participantes. Ambas as mídias tiveram tiragem limitada de 500 unidades. A revista foi redigida pelo idealizador e curador do projeto, Jonas Bustince, e o projeto gráfico foi assinado por Leonardo Lucena. O lançamento aconteceu na Casa Paralela, em Caxias do Sul.